# W. Arthur Whistler
Wayne Arthur Whistler (Valle de la Muerte, 12 de octubre de 1944-Honolulu, 2 de abril de 2020) fue un botánico estadounidense.

## Biografía
En 1965, obtuvo un B.A. en Biología, por la Universidad de California en Riverside; en 1966, su M.A. en Botánica, por la Universidad de California en Santa Bárbara; y en 1979 el Ph.D. en Botánica, por la Universidad de Hawái. Desde entonces, ha realizado numerosos viajes de investigación a Samoa, Tonga, las Islas Cook, Tahití, y en el Pacífico, trabajando en etnobotánica, plantas medicinales, y la flora de las islas. Actualmente es consultor de tiempo completo con su compañía Isla Botanica, y antes de eso, fue botánico en el Jardín Botánico Tropical Nacional. Ha publicado varios libros sobre la botánica de las islas del Pacífico, entre ellos "la Polinesia Medicina Herbal" (1992), y ha escrito numerosos artículos científicos sobre plantas medicinales, etnobotánica y florística de la Polinesia. Es profesor asociado adjunto en el arboreto de Lyon en Honolulu.

## Algunas publicaciones
- w. arthur Whistler. 2006. Herbal medicine in Samoa. Ed. National Tropical Botanical Garden and Allerton Gardens, 42 pp.

- ------------------------. 2005. Rainforest trees of Samoa. Isle Botanica. ISBN 0964542641

- ------------------------. 2000. Plants in Samoan Culture: The Ethnobotany of Samoa. Ed. ilustrada de Isle Botanica, 234 pp. ISBN 0964542668, ISBN 9780964542662

- La abreviatura «Whistler» se emplea para indicar a W. Arthur Whistler como autoridad en la descripción y clasificación científica de los vegetales.[4]